# Judengasse 11 (Nördlingen)

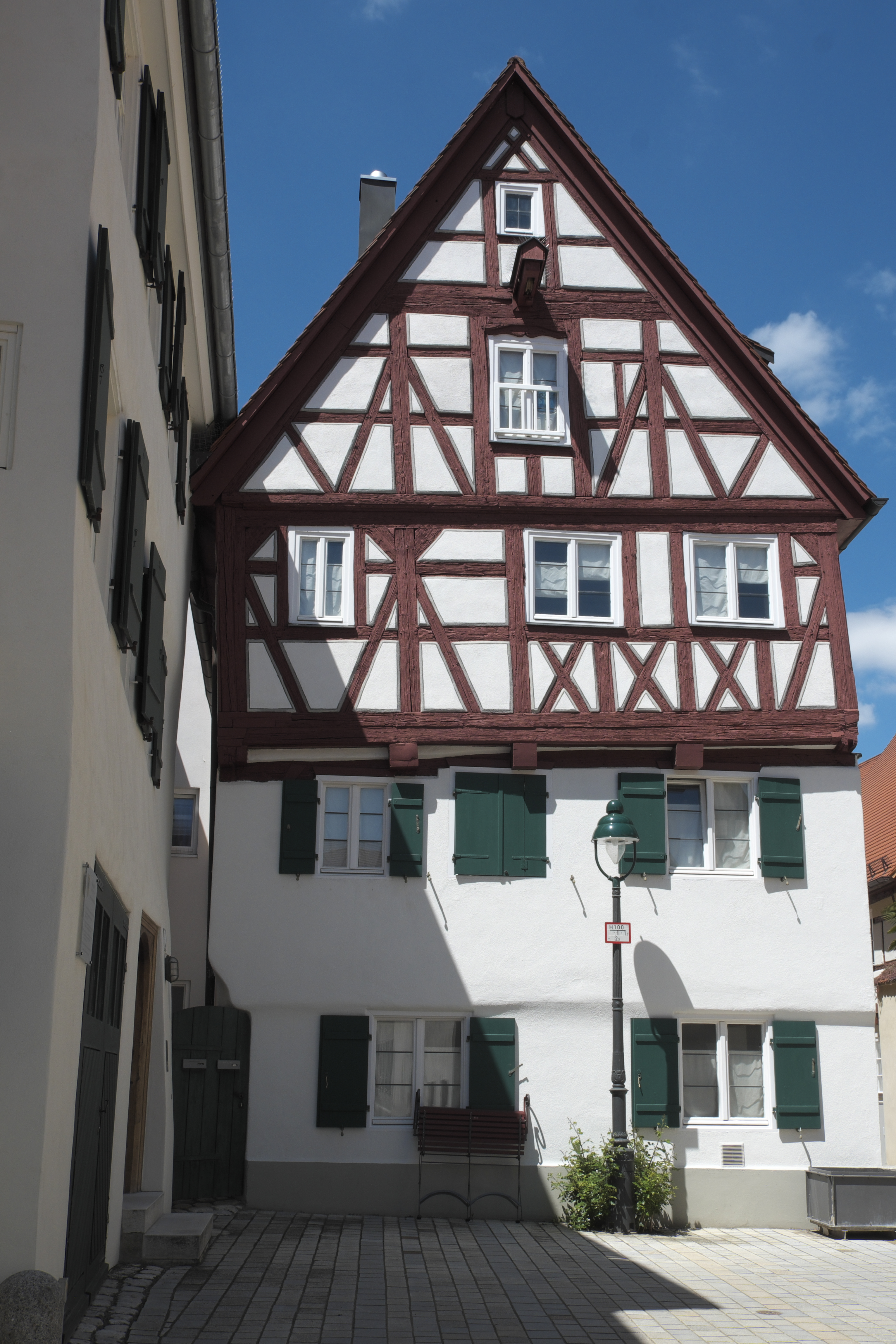
Fachwerkhaus Judengasse 11 in Nördlingen

Das Gebäude Judengasse 11 in Nördlingen, einer Stadt im schwäbischen Landkreis Donau-Ries in Bayern, wurde im Kern im späten 15. Jahrhundert errichtet. Das Fachwerkhaus in der Judengasse ist ein geschütztes Baudenkmal.
Das Anwesen war bis 1507, dem Jahr der Vertreibung der jüdischen Einwohner, ein Teil der spätmittelalterlichen Judensiedlung. 
Der dreigeschossige Eckbau mit Satteldach und giebelseitigem Kranausleger hat ein vorkragendes Fachwerkobergeschoss und einen Fachwerkgiebel. 
In der Mitte des 17. Jahrhunderts und im 19. Jahrhundert wurde das Haus umgebaut.